# Veľké Orvište
Veľké Orvište (slowakisch bis zum 19. Jahrhundert „Horné Orvište“; deutsch Großorwische, ungarisch Nagyőrvistye – bis 1907 Nagyörvistye) ist eine Gemeinde im Westen der Slowakei mit 1046 Einwohnern (Stand 31. Dezember 2024), die zum Okres Piešťany, einem Teil des Trnavský kraj gehört.

## Geographie

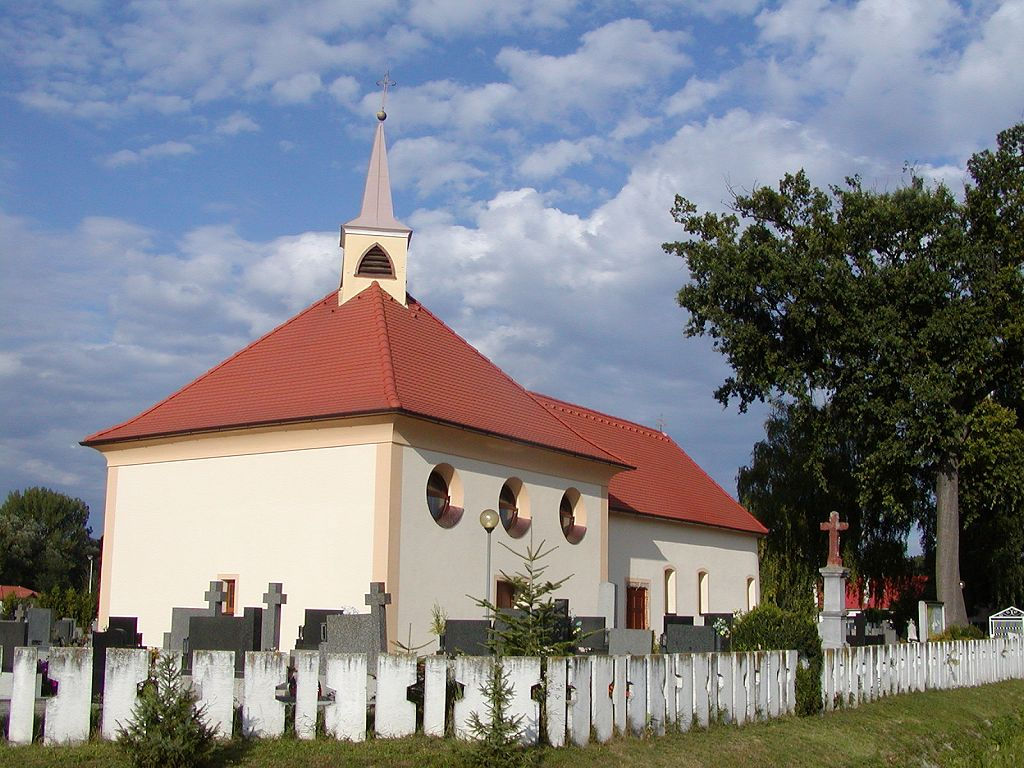
Kirche von Veľké Orvište

Die Gemeinde befindet sich im Nordteil des Hügellands Trnavská pahorkatina (Teil des slowakischen Donautieflands). Durch das Gemeindegebiet fließt der Bach Dubová sowie der Kanal Orvištský kanál. Das Ortszentrum liegt auf einer Höhe von 164 m n.m. und ist sechs Kilometer von Piešťany entfernt.

## Geschichte
Veľké Orvište wurde zum ersten Mal 1113 in den Zoborer Urkunden als Rivvis schriftlich erwähnt. Der Name geht auf die Zeit des altungarischen Gyepű-Systems zurück. Ursprünglich gehörte der Ort zum Herrschaftsgut der Burg Bana. Nachdem die Burg zum Anfang des 14. Jahrhunderts bedeutungslos geworden war, verteilten sich ihre Güter auf verschiedene Geschlechter. Im Gemeindegebiet hat sich später ein zweites Dorf gebildet, das vom Hauptort seit dem späten 16. Jahrhundert unterschieden wird und aus dem sich der Ort Malé Orvište herausgebildet hat.
1828 wurden in Veľké Orvište 75 Häuser und 525 Einwohner verzeichnet.
1976 fusionierte Veľké Orvište mit dem Nachbarort Bašovce in die Gemeinde Orvište, die 1980 in die Gemeinde Ostrov eingegliedert wurde, zu der seit 1974 bis heute der Ort Malé Orvište gehört. Nach einem Referendum im Jahre 1990 errang der Ort wieder Selbstständigkeit.

## Bevölkerung
| Jahr                | 1994 | 2004    | 2014    | 2024    |
| ------------------- | ---- | ------- | ------- | ------- |
| Anzahl der Personen | 952  | 1004    | 1073    | 1046    |
| Unterschied         |      | +5,46 % | +6,87 % | −2,51 % |

| Jahr                | 2023 | 2024    |
| ------------------- | ---- | ------- |
| Anzahl der Personen | 1029 | 1046    |
| Unterschied         |      | +1,65 % |

Ergebnisse nach der Volkszählung 2001 (963 Einwohner):
| Nach Ethnie: - 98,65 % Slowaken - 1,04 % Tschechen - 0,21 % Deutsche | Nach Konfession: - 87,33 % römisch-katholisch - 4,98 % konfessionslos - 4,67 % evangelisch - 1,25 % keine Angabe |

## Bauwerke
- römisch-katholische Maria-Himmelfahrt-Kirche, im Jahre 1743 erbaut und im 19. Jahrhundert umgebaut
- evangelischer Glockenturm